# Oberwölz Umgebung
Oberwölz Umgebung was een gemeente in de Oostenrijkse deelstaat Stiermarken.
De gemeente Oberwölz Umgebung telde op 31 oktober 2013 780 inwoners en maakte deel uit van het district Murau. In 2015 ging ze, samen met Oberwölz Stadt, Schönberg-Lachtal en Winklern bei Oberwölz, op in de nieuwe gemeente Oberwölz.
Stadsgemeenten:
Murau ·
Oberwölz

Marktgemeenten:
Mühlen ·
Neumarkt in der Steiermark ·
Sankt Lambrecht ·
Sankt Peter am Kammersberg
Scheifling ·

Overige gemeenten:
Krakau ·
Niederwölz ·
Ranten ·
Sankt Georgen am Kreischberg ·
Schöder ·
Stadl-Predlitz ·
Teufenbach-Katsch
- Gemeinsame Normdatei: 4998664-8
- Virtual International Authority File: 245438433